# Enrico Dusio
Enrico Dusio (Torino, 6 febbraio 1971) è un attore italiano.
Si è diplomato nel 1993 alla scuola del Teatro Stabile di Torino diretta da Luca Ronconi. Nel 2001 è stato lo gnomo Eco e dal 2002 è il Principe Giglio, successivamente Re Giglio, nella Melevisione, programma per bambini di Rai 3 fino al 2015. È membro all'Accademia dei folli.

## Teatrografia

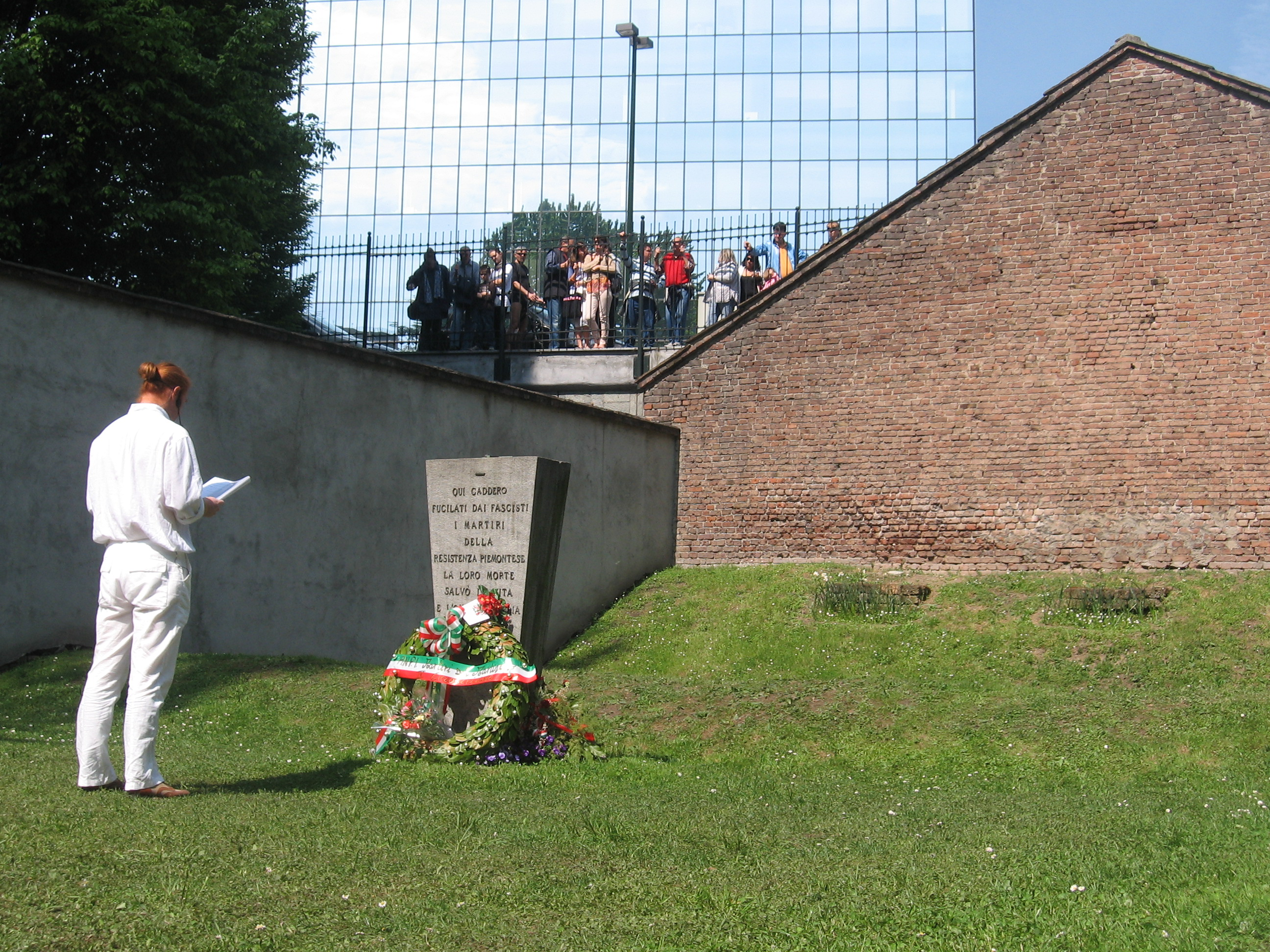
Enrico Dusio impegnato in uno spettacolo teatrale in occasione del 25 aprile al Sacrario del Martinetto

- 1994 - "Vita col Padre", regia di P. Maccarinelli - prod. Pagliai-Gassman
- 1995 - "Harvey", regia di P. Maccarinelli - prod. Pagliai-Gassman
- 1996 - "Candida", regia di L. Squarzina - prod. M. Malfatti
- 1997 - "Guerra e Pace", lettura integrale, regia di M. Avogadro - prod. TST
- 1998 - "Giacomo Casanova Comedien", regia di M. Scaparro - prod. G. Albertazzi
- "Enzo Re", regia di A. Picchi
- "70 angels on the façade", regia di R. Wilson - prod. Nuovo Piccolo Teatro di Milano
- 2000 - "Il Gran Teatro del Mondo", regia di E. Allegri-
- 2012 Il Bugiardo, Carlo Goldoni

## Filmografia

### Cinema
- Il trasformista, regia di Luca Barbareschi (2002)

### Televisione
- Tè e simpatia, regia di Edmo Fenoglio - film TV (1992)
- Il cielo tra le mani (L'ultimo sogno), regia di Sergio Martino - film TV (2000)
- Melevisione - programma TV (2001 - 2015)
- Cuore - miniserie TV (2001)
- CentoVetrine - Soap opera TV (2004)
- Fuoriclasse - serie TV (2014)